# 38 Большой Медведицы
38 Большой Медведицы (лат. 38 Ursae Majoris), HD 92424 — одиночная звезда в созвездии Большой Медведицы на расстоянии приблизительно 226 световых лет (около 69 парсеков) от Солнца. Видимая звёздная величина звезды — от +5,14m до +5,1m.

## Характеристики
38 Большой Медведицы — оранжевая, предположительно переменная звезда спектрального класса K0. Радиус — около 10,01 солнечных, светимость — около 65,12 солнечных. Эффективная температура — около 4490 К.